# 上田半六
上田 半六（うえた はんろく、生没年不詳）は、戦国時代の武士。
刈谷衆で桶狭間の戦い後の落武者狩りの長。上田平六、山田半六とも。

## 略歴
丹羽氏識の四男上田平六近正か。
永禄3年（1560年）5月の桶狭間の戦いで義元の訃報を聞いた家康は浅井道忠とともに岡崎城への退却を決めた。
織田方の上田半六は2000人を率いて落ち武者狩りを行い、退却中の家康一行を遮った 。　半六と浅井道忠は旧知の仲であり、道忠は機転を効かして「桶狭間での勝利の後、殿の命により今川軍を追っている」と偽り、半六は道を譲ったという。